# ساکسونی سفلای هلند

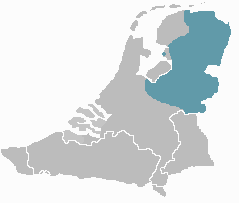
نقشهٔ پراکنش گویشوران ساکسونی سفلی در هلند

ساکسونی سفلای هلند (به هلندی: Nedersaksisch) گروهی از گویش‌های آلمانی سفلای غربی‌اند که در شمال خاوری هلند گویشورانی دارند. این گویش‌ها در هلند متأثر از زبان هلندی‌اند، آنچنانکه پاره‌ای از پژوهشگران آن را زیرشاخه‌ای از این زبان پیش‌نهاده‌اند. ولی گویش‌های ساکسونی سفلایی که در مرزهای آلمان گوشورانی دارند نیز از زبان آلمانی تأثیر پذیرفته‌اند. 
ساکسونی سفلای هلند تاکنون (۲۰۱۴ میلادی) همچنان جایی در سامانهٔ آموزشی هلند ندارد. همچنین در گذشته گویشوران به این گویش‌ها از عدم تکلم به زبان هلندی مورد نکوهش قرارمی‌گرفتند. 

## نگارخانه

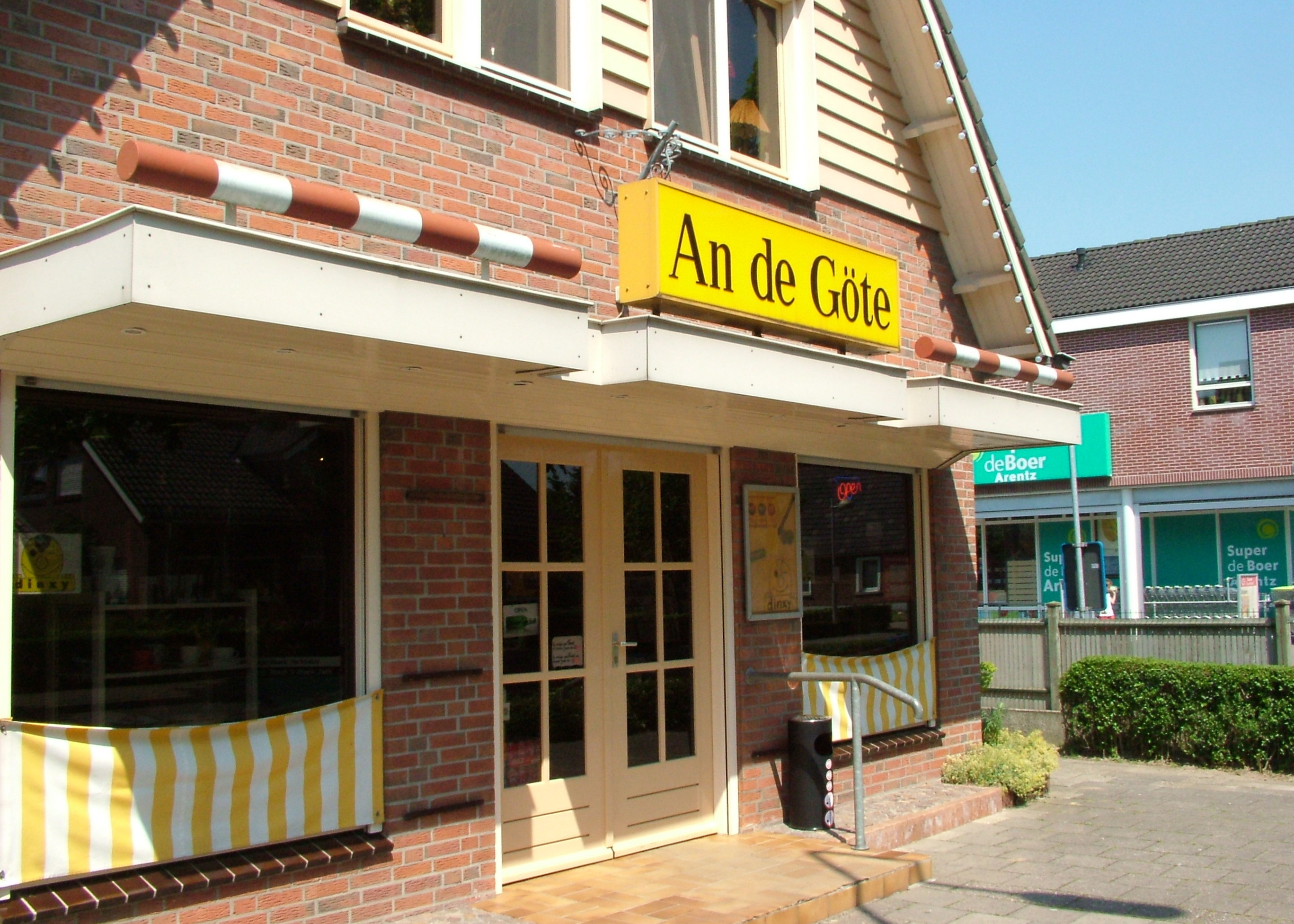